# Los Nandez
Los Nandez est un groupe chilien de hip-hop, originaire de Santiago. Formé par les frères Fernando « Nando » et Dagoberto « El Viejo » Fernández en 1999.

## Histoire
Les deux frères Fernando et Dagoberto Fernández, qui débutent dans la culture hip-hop à Cali, émigrent à Chicago, aux États-Unis, où ils forment en 1999 le groupe qui se fait connaître sous le nom de Los Nandez. Ils produisent plusieurs albums et compilations et se produisent dans plusieurs pays,. En 2023, ils participent au festival Hip hop al parque à Bogota,.

## Discographie
- 1999 : Sangre x Sangre
- 2004 : Calles de sangre
- 2010 : El Manicomio
- 2010 : Sin Chingaderas
- 2020 : Los Malandrines
- 2012 : Los Kolombos[3]